# 家いっぱいの愛
『家いっぱいの愛』は、（いえいっぱいのあい、英: Romance in the House、朝: 가족X멜로）は、2024年8月10日から9月15日まで放送された韓国JTBCのテレビドラマ。Netflixを通じて日本を含む海外でも配信されている。
11年前に事業に失敗し姿を消した父が家族の住む家のオーナーとしてカムバックし繰り広げられるファミリーロマンスドラマ。

## あらすじ
事業に失敗し続けた夫ピョン・ムジン（チ・ジニ）と離婚したクム・エヨン（キム・ジス）は、娘のピョン・ミレ（ソン・ナウン）と息子のピョン・ヒョンジェ（ユンサナ）の親子3人で小さなアパート「家族ビラ」で生活を続けてきた。長女のミレは大手のスーパー「JPLUSマート」に就職し、家族を支えるためPB食品チームのMDとして毎日忙しく働いていたが、過労によって倒れてしまい、病院まで自分を運んでくれたJプラスマート警備員のナム・テピョン（ミンホ）と出会い距離を縮めていく。そんなとき、家族ビラで火災が起き大家が巻き込まれて亡くなってしまい、一家は家族ビラからの退去を要求されてしまう。ちょうど1年前にムジンが事故で亡くなったことを知った親子3人は一周忌のある日、ムジンの法事を行っていたが、死んだはずのムジンが家族ビラの新しい大家となって大金を抱えて目の前に現れる。

## キャスト

### 主要人物
ピョン・ムジン - 演：チ・ジニ
かつては野球選手だったがエヨンとの結婚を機に引退し、事業に失敗し続け家族に見捨てられる。
11年後、なぜか大金持ちとなって家族の前に現れる。
クム・エヨン - 演：キム・ジス
ムジンの元妻。多額の借金を抱えたムジンと離婚してからは女手一つで2人の子どもを育てる。
ピョン・ミレ - 演：ソン・ナウン
ピョン一家の長女。JプラスマートのPB食品チームのMD。
母と弟を支えるため懸命に働き、母に苦労をかけた父と対立している。
ナム・テピョン  - 演：ミンホ
元テコンドー国家代表選手でJプラスマートの警備員。
実はJプラスマートの社長の息子。
ピョン・ヒョンジェ - 演：ユンサナ
ピョン家の長男でミレの弟。大学生で姉にサポートされながら生活をしている。

### 特別出演
クォン・オヒョン - 演：チェ・ダニエル（1話、2話）
ミレの元恋人。